# Communauté de communes de Cèze Sud
La Communauté de communes de Cèze Sud est une ancienne communauté de communes française, située dans le département du Gard et la région Languedoc-Roussillon. Elle a rejoint la Communauté d'agglomération du Gard rhodanien au 1er janvier 2013.

## Composition
La Communauté de communes de Cèze Sud comprend 3 communes :
- Chusclan
- Codolet
- Orsan

## Administration
Le président de la communauté de communes était M. Serge Boissin, maire (SE) de Codolet.